# 바샤미치역
바샤미치역(일본어: 馬車道駅)은 일본 가나가와현 요코하마시 나카구에 위치한 요코하마 고속 철도 미나토미라이 선의 역이다. 역 번호는 MM04이다.
본 역 주변 지구(간나이 지구)는 요코하마 시 도심의 하나인 "요코하마 도심"으로 지정되었다.

## 역 구조
섬식 승강장 1면 2선의 지하역이다. 개찰구 층은 지하 2층, 승강장 층은 지하 3층에서 엘리베이터와 에스컬레이터가 설치되어 있다.
당역은 미나토미라이 지구와 역사적 건조물이 많이 남아 있던 지구 사이에 건설되면서 "과거와 미래의 대비와 융합"을 컨셉으로 디자인하였다. 이 컨셉에서는, 승강장에서 출입구까지 포함한 역의 벽 전체에는 진짜 벽돌을 사용하였고, 특히 개찰구 내의 벽돌은 다이쇼 이전의 옛 벽돌을 사용하고 있다. 선 내의 다른 역의 역명판에는 고딕체인 반면 당역 및 모토마치·주카가이 역에는 명조체가 사용되었다. 또한, 천장에는 요코하마 은행 옛 본점에서 사용되었던 금고문과 벽화를 물려받는데 사용되었다.
역의 위치는 과거 요코하마 은행 옛 본점이 있던 장소의 직하부에 해당된다. 본점의 미나토미라이 지구로 이전 후에는 4번 출입구 위에 있던 구 본점 현관 부분은 아일랜드 타워의 일부로서 요코하마 시 인정 역사적 건조물로 남아 있으며 텔레비전 드라마 등의 로케이션 촬영에도 사용되고 있다. 또, 안방에는 투명한 벤치를 사용하였고 천장에도 새롭게 설계된 물건을 사용하기도 했다. 개찰구 부분의 거대한 돔 공간은 지하 같지 않은 공간을 연출시키고 있다.
본 역 구내의 광대한 공간을 활용하여 2012년 12월 9일에는 동인지 즉매회 "바시야 페스티벌 / 안녕히 예!"가 개최되었다.

### 승강장
| 번호 | 노선            | 방향 | 행선                              |
| ---- | --------------- | ---- | --------------------------------- |
| 1    | 미나토미라이 선 | 하행 | 모토마치·주카가이 방면            |
| 2    | 미나토미라이 선 | 상행 | 요코하마・시부야・이케부쿠로 방면 |

## 역 주변
- 국도 제133호선
- 가나가와 현립 역사박물관
- 요코하마혼초 우체국
- 가나가와 중소 기업 센터
  - 가나가와 중소 기업 센터 내 우체국
- 만코쿠바시
- 기타나카도리 지구
  - 요코하마 아일랜드 타워
  - 기타나카 BRICK
  - 요코하마 제2합동청사
    - 요코하마 제2합동청사 내 우체국
- 신항 부두 (미나토미라이 신항 지구)
  - 요코하마 아카렌가 창고
  - 요코하마 월드 포터스
  - 제1항만 합동청사
    - 요코하마 세관 신항 분관

  - 국제협력기구(JICA) 요코하마 국제 센터
  - 요코하마 해상 방재 기지
    - 해상보안청 제3관할 구역 해상 보안 본부
    - 요코하마 해상 보안부
    - 해상 보안 자료관 요코하마관 (공작선 전시관)
- 일본우선 요코하마 지점
  - 일본우선 역사 박물관
- 요코하마 미디어 비즈니스 센터
  - TV 가나가와(tvk)
  - 가나가와 신문
- JR 네기시 선・요코하마 시 교통국 요코하마 시 교통국 지하철 블루 라인 사쿠라기초역 - 도보 10분
- 요코하마 시 교통국 지하철 블루 라인 간나이역 - 도보 5분, (JR 네기시 선 간나이 역은 도보 10분)
- 게이큐 본선 히노데초 역 - 도보 15분

## 역사
- 2004년 2월 1일: 요코하마 고속 철도 미나토미라이21 선의 개통과 동시에 영업 개시.

## 사진

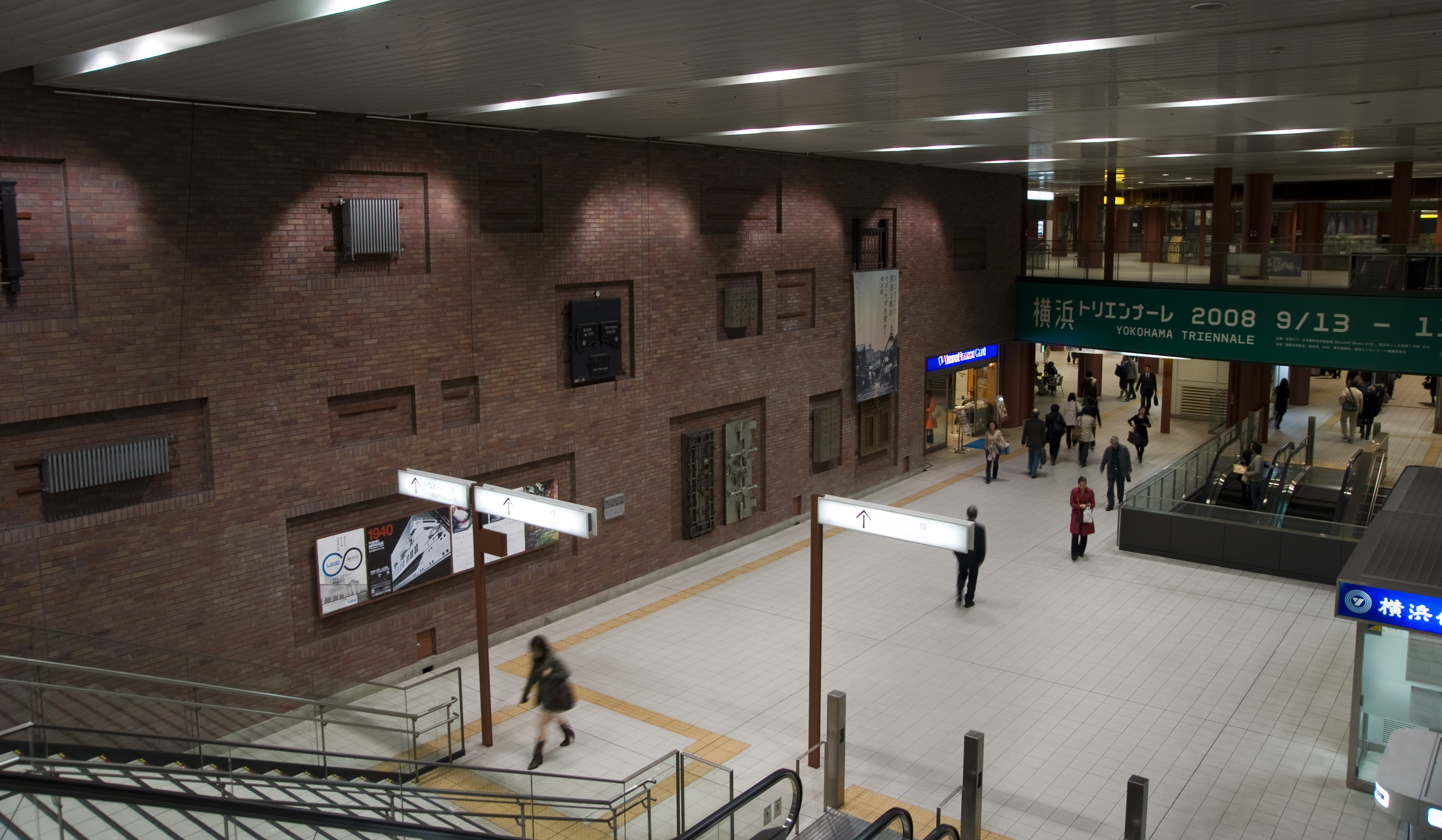
대합실

## 인접역
| 요코하마 고속 철도 미나토미라이 선 | 요코하마 고속 철도 미나토미라이 선 | 요코하마 고속 철도 미나토미라이 선     |
| ---------------------------------- | ---------------------------------- | -------------------------------------- |
| MM03 미나토미라이 요코하마 방면    | □ 통근특급・■ 급행・■ 각역정차     | 니혼오도리 MM05 모토마치·주카가이 방면 |